# Sterlitamak
Sterlitamak (en ruso: Стерлитамак [stær.ˌlɪ̞.tɑ.ˈmɑq]ⓘen baskir: Стәрлетамаҡ) es la segunda ciudad más grande de la República de Baskortostán, Rusia, con una población de 264.362 habitantes (censo de 2002). Fundada en 1735 en las orillas del río Bélaya como un puerto para la distribución de sal minadas hasta el río. Hoy es un importante centro de producción química.

## Historia
Sterlitamak se fundó a comienzos del siglo XVIII como una oficina postal en la carretera entre Ufá y Oremburgo. Bajo orden o decreto de Catalina la Grande se creó un puerto sobre el río Ashkadar que hizo crecer la población del asentamiento.

## Clima
| Parámetros climáticos promedio de Sterlitamak (normales 1991–2020, extremos 1924–presente) | Parámetros climáticos promedio de Sterlitamak (normales 1991–2020, extremos 1924–presente) | Parámetros climáticos promedio de Sterlitamak (normales 1991–2020, extremos 1924–presente) | Parámetros climáticos promedio de Sterlitamak (normales 1991–2020, extremos 1924–presente) | Parámetros climáticos promedio de Sterlitamak (normales 1991–2020, extremos 1924–presente) | Parámetros climáticos promedio de Sterlitamak (normales 1991–2020, extremos 1924–presente) | Parámetros climáticos promedio de Sterlitamak (normales 1991–2020, extremos 1924–presente) | Parámetros climáticos promedio de Sterlitamak (normales 1991–2020, extremos 1924–presente) | Parámetros climáticos promedio de Sterlitamak (normales 1991–2020, extremos 1924–presente) | Parámetros climáticos promedio de Sterlitamak (normales 1991–2020, extremos 1924–presente) | Parámetros climáticos promedio de Sterlitamak (normales 1991–2020, extremos 1924–presente) | Parámetros climáticos promedio de Sterlitamak (normales 1991–2020, extremos 1924–presente) | Parámetros climáticos promedio de Sterlitamak (normales 1991–2020, extremos 1924–presente) | Parámetros climáticos promedio de Sterlitamak (normales 1991–2020, extremos 1924–presente) |
| Mes                                                                                        | Ene.                                                                                       | Feb.                                                                                       | Mar.                                                                                       | Abr.                                                                                       | May.                                                                                       | Jun.                                                                                       | Jul.                                                                                       | Ago.                                                                                       | Sep.                                                                                       | Oct.                                                                                       | Nov.                                                                                       | Dic.                                                                                       | Anual                                                                                      |
| ------------------------------------------------------------------------------------------ | ------------------------------------------------------------------------------------------ | ------------------------------------------------------------------------------------------ | ------------------------------------------------------------------------------------------ | ------------------------------------------------------------------------------------------ | ------------------------------------------------------------------------------------------ | ------------------------------------------------------------------------------------------ | ------------------------------------------------------------------------------------------ | ------------------------------------------------------------------------------------------ | ------------------------------------------------------------------------------------------ | ------------------------------------------------------------------------------------------ | ------------------------------------------------------------------------------------------ | ------------------------------------------------------------------------------------------ | ------------------------------------------------------------------------------------------ |
| Temp. máx. abs. (°C)                                                                       | 4.0                                                                                        | 7.8                                                                                        | 16.5                                                                                       | 31.2                                                                                       | 36.7                                                                                       | 38.0                                                                                       | 40.5                                                                                       | 39.1                                                                                       | 35.5                                                                                       | 25.1                                                                                       | 16.1                                                                                       | 6.8                                                                                        | 40.5                                                                                       |
| Temp. máx. media (°C)                                                                      | -8.1                                                                                       | -6.5                                                                                       | 0.4                                                                                        | 12.1                                                                                       | 21.4                                                                                       | 25.3                                                                                       | 26.9                                                                                       | 25.0                                                                                       | 18.4                                                                                       | 9.7                                                                                        | -0.1                                                                                       | -6.6                                                                                       | 9.8                                                                                        |
| Temp. media (°C)                                                                           | -12.0                                                                                      | -11.3                                                                                      | -4.6                                                                                       | 6.3                                                                                        | 14.5                                                                                       | 18.8                                                                                       | 20.7                                                                                       | 18.4                                                                                       | 12.1                                                                                       | 5.1                                                                                        | -3.3                                                                                       | -10.3                                                                                      | 4.5                                                                                        |
| Temp. mín. media (°C)                                                                      | -16.0                                                                                      | -15.8                                                                                      | -9.3                                                                                       | 0.8                                                                                        | 7.7                                                                                        | 12.5                                                                                       | 14.6                                                                                       | 12.6                                                                                       | 7.0                                                                                        | 1.4                                                                                        | -6.1                                                                                       | -13.9                                                                                      | -0.4                                                                                       |
| Temp. mín. abs. (°C)                                                                       | -47.6                                                                                      | -43.8                                                                                      | -37.6                                                                                      | -23.9                                                                                      | -8.0                                                                                       | -2.6                                                                                       | 3.1                                                                                        | -0.1                                                                                       | -7.6                                                                                       | -26.2                                                                                      | -36.0                                                                                      | -42.1                                                                                      | -47.6                                                                                      |
| Precipitación total (mm)                                                                   | 46                                                                                         | 37                                                                                         | 38                                                                                         | 31                                                                                         | 45                                                                                         | 57                                                                                         | 55                                                                                         | 56                                                                                         | 41                                                                                         | 51                                                                                         | 45                                                                                         | 49                                                                                         | 551                                                                                        |
| Horas de sol                                                                               | 29                                                                                         | 72                                                                                         | 139                                                                                        | 214                                                                                        | 283                                                                                        | 295                                                                                        | 294                                                                                        | 250                                                                                        | 167                                                                                        | 87                                                                                         | 41                                                                                         | 27                                                                                         | 1898                                                                                       |
| Fuente n.º 1: Pogoda.ru.net                                                                |                                                                                            |                                                                                            |                                                                                            |                                                                                            |                                                                                            |                                                                                            |                                                                                            |                                                                                            |                                                                                            |                                                                                            |                                                                                            |                                                                                            |                                                                                            |
| Fuente n.º 2: Climatebase (horas de sol 1939–2012)                                         |                                                                                            |                                                                                            |                                                                                            |                                                                                            |                                                                                            |                                                                                            |                                                                                            |                                                                                            |                                                                                            |                                                                                            |                                                                                            |                                                                                            |                                                                                            |